# D-GO (企業)
D-GO（ディーゴ）は、日本に本拠を置く企業で、美容と芸能業界におけるヘアーメイク事務所としての活動が主である。本社は東京都世田谷区若林に設置されている。この企業は、制作活動や化粧品の開発サポートも取り組んでいる。

## 沿革
- 2005年：合田和人により設立される。
- 2010年：本社を東京都世田谷区若林に移転。

## 事業内容
D-GOは、以下の分野で事業を展開している。
- ヘアメイク事業
- 商品開発サポート
- 撮影およびデザイン業務
- 印刷事業部

## 主要取引先
- TBS
- フジテレビ
- テレビ朝日
- MXテレビ
- 日本テレビ
- テレビ東京